# Pakistan aux Jeux olympiques d'été de 2016
Le Pakistan participe aux Jeux olympiques d'été de 2016 à Rio de Janeiro, au Brésil. Il s'agit de sa 17e participation aux Jeux olympiques d'été.

## Athlétisme

### Homme

#### Course
| Athlètes    | Compétitions | Série   | Série | Demi-finales | Demi-finales | Finale  | Finale  |
| ----------- | ------------ | ------- | ----- | ------------ | ------------ | ------- | ------- |
| Athlètes    | Compétitions | Temps   | Rang  | Temps        | Rang         | Temps   | Rang    |
| Mehboob Ali | 400 mètres   | 48 s 37 | 6e    | Éliminé      | Éliminé      | Éliminé | Éliminé |

### Femme

#### Course
| Athlètes       | Compétitions | Série   | Série | Demi-finales | Demi-finales | Finale   | Finale   |
| -------------- | ------------ | ------- | ----- | ------------ | ------------ | -------- | -------- |
| Athlètes       | Compétitions | Temps   | Rang  | Temps        | Rang         | Temps    | Rang     |
| Najima Parveen | 200 mètres   | 26 s 11 | 8e    | Éliminée     | Éliminée     | Éliminée | Éliminée |
|                |              |         |       |              |              |          |          |

## Natation
| Athlète     | Épreuve     | Séries        | Séries | Demi-finales | Demi-finales | Finale   | Finale   |
| Athlète     | Épreuve     | Temps         | Rang   | Temps        | Rang         | Temps    | Rang     |
| ----------- | ----------- | ------------- | ------ | ------------ | ------------ | -------- | -------- |
| Haris Bandy | 400 m libre | 4 min 33 s 13 | 50e    | NC           | NC           | Éliminée | Éliminée |
| Lianna Swan | 50 m libre  | 29 s 02       | 64e    | Éliminée     | Éliminée     | Éliminée | Éliminée |